# Racemobambosinae
Racemobambosinae Stapleton, 1994 è una sottotribù di bambù appartenente alla famiglia delle Poacee (sottofamiglia Bambusoideae).

## Etimologia
Il nome della sottotribù deriva dal suo genere tipo Racemobambos Holttum la cui etimologia è formata da due parole: "racemo" (= inflorescenza con fiori a gambo distinto) e "bambous" (= nome volgare malese dei bambù).  Il nome scientifico della sottotribù è stato definito dal botanico contemporaneo inglese Christopher Mark Adrian Stapleton (1957 -) nella pubblicazione "Edinburgh Journal of Botany. Edinburgh." (51(3): 323. 1994) del 1994.

## Descrizione

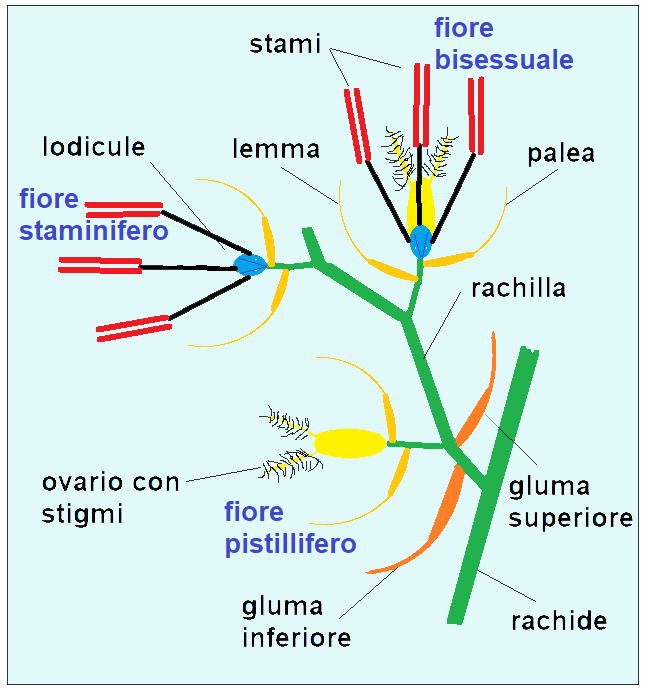
Spighetta generica con tre fiori diversi

### Portamento
Il portamento delle specie di questa sottotribù è arbustivo con culmi legnosi da pendenti a eretti (altezza massima 26 metri). Le radici in genere sono del tipo fascicolato derivate da rizomi pachimorfi allungati (sono corti in Chloothamnus). Non sono presenti rizomi leptomorfi. Gli internodi sono affusolati e vuoti. Per ogni nodo si formano diversi rami di cui uno è dominante che a volte si sviluppa in ritardo così che nel frattempo i rami minori sembrano formare un ammasso.

### Foglie
Le foglie lungo il culmo sono disposte in modo alterno, sono distiche e si originano dai vari nodi. Sono composte da una guaina, una ligula e una lamina. Le venature sono parallelinervie (quelle trasversali sono poco visibili e distinte). 
- Foglie del culmo: le guaine sono decidue ed hanno delle piccole auricole fimbriate a forma di cerchio (o le auricole sono assenti del tutto). Le membrane delle ligule possono essere prive di ciglia. Il portamento delle lamine è da eretto a riflesso; le forme sono da lineari a lanceolate (o anche triangolari). Non sono presenti dei pseudopiccioli (in Chloothamnus alla base della lamina è presente una breve connessione alla guaina).
- Foglie del fogliame: in genere le foglie del fogliame sono provviste di guaine fimbriate e auricole. La lamina ha delle forme da lineari a lanceolate e sono piuttosto rigide.

### Infiorescenza
- Infiorescenza principale (sinfiorescenza o semplicemente spiga): le infiorescenze sono per lo più ramificate ed hanno la forma di una grande pannocchia aperta. Sono inoltre di tipo racemoso e alla base sono sottese da una foglia (o brattea). Le spighette sono convenzionali e al massimo sono 8 per pannocchia.
- Infiorescenza secondaria (o spighetta): le spighette, compresse lateralmente con forme lineari o lanceolate o ellittiche o oblunghe, sono formate da 1 (in Chloothamnus) - 3 - 8 fiori sessili o pedicellati, sottesi da due (o tre) brattee chiamate glume (inferiore e superiore). Le spighette possono terminare all'apice con un fiore sterile (o ridotto). Alla base di ogni fiore sono presenti due brattee: la palea e il lemma. La disarticolazione avviene sotto ogni fiore fertile.

- Glume: le glume sono persistenti e più corte delle spighette. Le forme sono da lanceolate a ovate; la consistenza è membranosa; sono prive di ciglia; le venature sono fino a 10; gli apici possono essere acuti o mucronati.
- Palee: le palee sono lunghe quanto i lemmi; hanno 2 - 10 venature; hanno due carene dorsali e sono prive di ali; la consistenza può essere coriacea.
- Lemmi: i lemmi hanno delle forme ovate a consistenza membranosa o cartacea (o anche coriacea); sono privi di ciglia e di ali e con 5 - 11 venature longitudinali

I fiori fertili sono attinomorfi formati da 3 verticilli: perianzio ridotto, androceo  e gineceo.
- Formula fiorale:[5]

- , P 2, A (1-)3(-6), G (2–3) supero, cariosside.

- Il perianzio è ridotto e formato da tre lodicule, delle squame, poco visibili (forse relitto di un verticillo di 3 sepali). Le lodicule possono essere assenti.

- L'androceo è composto da 6 stami ognuno con un breve filamento libero, una antera e due teche. Le antere sono basifisse con deiscenza laterale. Il polline è monoporato.
- Il gineceo è composto da 3-(2) carpelli connati formanti un ovario supero. L'ovario, con apice pubescente, ha un solo loculo con un solo ovulo subapicale (o quasi basale). L'ovulo è anfitropo e semianatropo e tenuinucellato o crassinucellato. Lo stilo, breve, è unico con tree stigmi papillosi.

### Frutti
I frutti sono del tipo cariosside, ossia sono dei piccoli chicchi indeiscenti, ovoidali o subglobosi, nei quali il pericarpo è formato da una sottile parete che circonda il singolo seme. In particolare il pericarpo, carnoso e succulento, è fuso al seme ed è aderente. L'endocarpo non è indurito e l'ilo è lungo e lineare. L'embrione è provvisto di epiblasto. I margini embrionali della foglia si sovrappongono. La fessura scutellare è assente.

## Biologia
In generale nelle erbe delle Poaceae la fecondazione avviene fondamentalmente tramite l'impollinazione dei fiori per via  anemogama. Gli stigmi piumosi sono una caratteristica importante per catturare meglio il polline aereo.
I semi cadendo a terra, dopo aver eventualmente percorso alcuni metri a causa del vento (dispersione anemocora) sono dispersi soprattutto da insetti tipo formiche (mirmecoria).

## Distribuzione e habitat
La distribuzione delle specie di questo gruppo è relativa al sud est asiatico con climi da temperati a tropicali.

## Tassonomia
La famiglia d delle Poacee comprende circa 800 generi e oltre 9.000 specie. È una delle famiglie più numerose e più importanti del gruppo delle monocotiledoni. La famiglia è suddivisa in 12 sottofamiglie, la sottotribù Racemobambosinae fa parte della sottofamiglia Bambusoideae (tribù Bambuseae).

### Generi
La sottotribù si compone di 3 generi e 31 specie:
- Chloothamnus Buse (11 spp.)
- Racemobambos Holttum (19 spp.)
- Widjajachloa K.M.Wong & S.Dransf. (1 sp., Widjajachloa producta (Pilg.) K.M.Wong & S.Dransf.)

### Filogenesi
La sottotribù Racemobambosinae, insieme ad alcune altre sottotribù della tribù Bambuseae (Bambusinae, Greslaniinae, Dinochloinae, Holttumochloinae, Hickeliinae, Melocanninae e Temburongiinae) è descritta all'interno del "clade paleotropicale". Buona parte delle specie di questo gruppo sono esaploidi o superiori con una storia poliploide che coinvolge antenati che erano strettamente legati all'antenato delle Arundinarieae (la tribù "basale" della sottofamiglia Bambusoideae).
Dalle varie analisi di tipo filogenetico risulta che la sottotribù Racemobambosinae ha delle affinità con le sottotribù Greslaniinae, Dinochloinae e Hickeliinae. Inoltre recentemente la sottotribù è stata ridimensionata in quanto due generi (Neomicrocalamus e Vietnamosasa) precedentemente descritti all'interno della sottotribù, sono stati trasferiti alla sottotribù Bambusinae. Racemobambos, il genere principale di questa sottotribù potrebbe non essere monofiletico.
Questo gruppo non ha sinapomorfie rilevanti.